# Lac du Bouchet (îles Kerguelen)
Pour les articles homonymes, voir Lac du Bouchet et Bouchet.
Le lac du Bouchet est un ancien lac glaciaire de l'île principale des îles Kerguelen dans les Terres australes et antarctiques françaises (TAAF). Il est situé sur le plateau Central.